# 智利總統制共和國
總統制共和國 （西班牙語：República Presidencial）是智利歷史上的一个時期，起於1925年9月18日阿圖羅·亞歷山德里·帕爾馬政府通過1925年智利憲法，終於1973年薩爾瓦多·阿葉德領導的人民團結政府被推翻。這一時期與智利經濟史的「向內發展」（Desarrollo hacia adentro）時期同時。